# Ueli Maurer
Ueli Maurer (Wetzikon, 1º dicembre 1950) è un politico svizzero, precedentemente membro del Consiglio federale svizzero dal 2009 e Presidente della Confederazione svizzera per il 2013 e per il 2019. È stato inoltre a capo del Dipartimento federale delle finanze (DFF). Come figura chiave dell'Unione Democratica di Centro, è stato eletto come consigliere federale succedendo a Samuel Schmid nelle elezioni del dicembre 2008, prendendo possesso del Dipartimento il 1º gennaio 2009. Si è dimesso dall'incarico di Consigliere federale nel 2022, e al suo posto è subentrato il collega di partito Albert Rösti.

## Biografia
Maurer crebbe in una famiglia povera di contadini nelle campagne del canton Zurigo. Dopo aver studiato in un Istituto Tecnico Commerciale ottenne un diploma. Negli anni fra il 1994 e il 2008 fu presidente dell'Unione dei coltivatori di Zurigo (Schweizer Gemüsebauer), fino alla sua elezione al Consiglio federale.
Attualmente Maurer risiede a Hinwil, nel canton Zurigo. È sposato e ha sei figli. In passato ha servito nell'esercito svizzero con il grado di maggiore, a comando di un battaglione di soldati su bicicletta.

## Carriera politica

### Incarichi cantonali

Ueli Maurer nel 1991

Dal 1978 al 1986, Maurer è stato membro del governo comunale di Hinwil. Successivamente venne eletto nel parlamento cantonale di Zurigo nel 1983, del quale diviene presidente nel 1991. In quell'anno perse un'elezione per il governo cantonale contro Moritz Leuenberger, il quale derise la campagna elettorale di Maurer dipingendolo come un ingenuo devoto alla figura del più importante Christoph Blocher. Nonostante tutto nelle elezioni nazionali di quell'anno, Maurer venne eletto al Consiglio nazionale.

### Incarichi nazionali e presidenza del partito
Nel 1996, mentre Blocher era al massimo della propria popolarità, Maurer venne eletto presidente dell'Unione Democratica di Centro. Non preso sul serio nei primi tempi e preso in giro in televisione dal comico Viktor Giacobbo come "schiavetto" di Blocher, riuscì incredibilmente a raddoppiare quasi il consenso del partito, specialmente nella regione della Romandia, a tal punto da diventare capo del primo partito della Svizzera. Questi successi furono attribuiti in gran parte alla figura di Maurer, uomo ricco di carisma e disposto a lavorare duro.

### Candidatura al Consiglio Federale

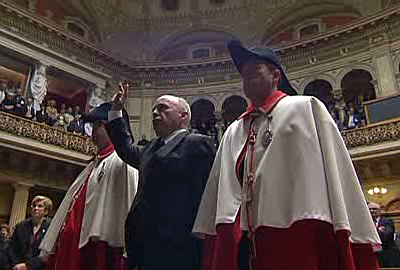
Giuramento di Ueli Maurer nel 2008.

Il 27 novembre 2008, il gruppo parlamentare dell'UDC nominò all'unanimità sia Maurer che Blocher come candidati alla successione al Consiglio Federale di Samuel Schmid. Con Blocher escluso dal consiglio già nel 2007, e con tutti gli altri partiti contrari a una sua elezione, la Neue Zürcher Zeitung e altri media svizzeri definirono Maurer come il favorito alla successione al seggio ancora prima della sua nomina ufficiale. Il 10 dicembre 2008 Maurer venne eletto al Consiglio Federale al terzo turno con 122 voti, con un margine di un solo voto rispetto a Hansjörg Walter. Fu rieletto il 14 dicembre 2011 con 159 voti, il 9 dicembre 2015 con 173 voti e il 11 dicembre 2019 con 213 voti, sempre al primo scrutinio.

### Presidente della Confederazione Svizzera
Il 5 dicembre 2012 venne eletto come Presidente della Confederazione Svizzera per il 2013. L'11 dicembre 2015 fu scelto come capo del Dipartimento Federale delle Finanze (DFF) e prese parte come Ministro delle Finanze al G20 di Amburgo del 2017, primo Consigliere federale a partecipare ad un summit G20.
Maurer venne nuovamente eletto Presidente della Confederazione Svizzera per il 2019. Il 29 aprile 2019, durante la sua visita in Cina, firmò un memorandum d'intesa per la Nuova via della seta (Belt and Road Initiative). Il 16 maggio 2019 Maurer incontrò il Presidente USA Donald Trump nella Casa Bianca, diventando il primo Presidente svizzero ad essere ricevuto in tale sede. I due discussero diverse questioni, tra cui Iran e un potenziale accordo di libero scambio.

### Dimissioni dal Consiglio Federale
Il 30 novembre 2022 Maurer annunciò le sue dimissioni dal Consiglio Federale, motivando la decisione con il desiderio di dedicarsi a altre attività professionali. Al suo posto subentrò il collega di partito Albert Rösti a inizio 2023.

## Critica
Prima della sua nomina a Consigliere federale, Maurer era considerato all'interno della UDC (o SVP - Schweizerische Volkspartei) come rappresentante della politica dell'Ala di Zurigo.
Durante il suo mandato da Consigliere federale, e in particolare nel 2010 e 2016, furono portate avanti dal suo partito delle controverse campagne, comportanti l'affissione di manifesti che raffiguravano gli immigrati come topi, cammelli o pecore nere da espellere dalla Svizzera. Nel periodo precedente l'elezione al Consiglio federale e immediatamente successivo, molte persone temevano che non sarebbe stato in grado di padroneggiare il cambio di ruolo in un'autorità collegiale. Maurer fu anche accusato di mettere gli interessi del partito al di sopra degli interessi nazionali.